# Comunidade quilombola Margem da Linha
A Comunidade Quilombola Margem da Linha é uma comunidade remanescente de quilombo localizada ao longo da rua Júlio Costa nos bairros Palmeiras e Turma 38 na cidade de Teófilo Otoni. O quilombo é formado por 2.400 (dois mil e quatrocentos) pessoas.

## História
O quilombo urbano Margem da Linha surge no contexto em que era iniciado a construção e mais tarde a operação da linha férrea Bahia Minas (1881–1966). Alguns trabalhadores acabaram que criando suas moradias ao longo da linha férrea, as construções existem no local até o momento passado gerações. O endereço no qual se encontra as moradias eram de controle da União e mais tarde foi cedido ao município de Teófilo Otoni. Parte dos trabalhadores (também chamados de "Baiminas" ou também "Bahiminas", uma alusão ao nome da ferrovia) que se assentaram na cidade de Teófilo Otoni, vieram de cidades do estado da Bahia em busca de emprego, em sua maioria, trabalhadores constituídos por pessoas negras, encontram na Bahia Minas uma oportunidade de construir e manter suas famílias. A rua que é habitada por ex funcionários e suas famílias com nome de Júlio Costa faz referência de um ex funcionário da ferrovia de mesmo nome. 

## Tombamento
A  Fundação Cultural Palmares realizou a certificação do quilombo no ano de 2023, por meio da portaria FCP Nº 267, de 23 de outubro de  2023.